# Oxford (Georgia)
Oxford è una città degli Stati Uniti d'America, situata in Georgia, nella Contea di Newton.